# راي ماي
راي ماي (بالإنجليزية: Ray May)‏ هو لاعب كرة قدم أمريكية أمريكي، ولد في 4 يونيو 1945 في لوس أنجلوس في الولايات المتحدة.

## وصلات خارجية
- راي ماي على موقع مرجع كرة القدم المحترفة.كوم (الإنجليزية)